# Leave.EU
Leave.EU est l'un des deux principaux partis (groupes) de campagne politique pro-Brexit. Il a été créé en juillet 2015 par Arron Banks et Richard Tice pour soutenir le retrait du Royaume-Uni de l'Union européenne lors du référendum de juin 2016. Fondé sous le nom de The Know il a été rebaptisé 2 mois plus tard (en septembre 2015) « Leave.EU » pour refléter la modification du libellé de la question référendaire.
Cette campagne s'est déroulée parallèlement, et complémentairement, à celle de Vote Leave, le parti officiellement retenu par la Commission électorale anglaise (le 13 avril 2016) pour représenter le camp des pro-Brexit et à celle d'autres groupes moins nombreux (notamment BeLeave, Veterans for Britain et le Democratic Unionist Party d'Irlande du Nord). Elle a visé un public différent de celui de Vote Leave, plus populaire et/ou volontairement choisi car plus prompt à réagir aux émotions et provocations. Elle s'est surtout développé sur les médias sociaux, où sa forte présence et sa grande réactivité, associées à une capacité de micro-ciblage des messages ont sans doute eu un rôle décisif dans le vote (majoritaire à 1% près) des Britanniques pour le Brexit.
Leave.EU a dit avoir utilisé une intelligence artificielle pour développer et appliquer sa stratégie. Le parti a été soupçonné d'abus de pouvoir, d'abus de biens sociaux, d'usage illégal de données personnelles, d'utilisation d'argent sale (venant de paradis fiscaux), d'ingérence étrangère (russe), mais - après plusieurs enquêtes - Leave.EU n'a été condamné que pour deux choses : 
1. dépassement de budgets de campagne : en mai 2018, la campagne de Leave.EU a été condamnée à une amende de 20 000 £ (amende maximale pour dépassements de plafond de campagne au Royaume-Uni), après que la Commission électorale ait constaté qu'elle n'avait pas déclaré au moins 77 380 £ de dépenses (honoraires versés à la société «Better for the Country Limited» en tant qu'organisateur de la campagne) ; Leave.EU a aussi omis de déclarer dans son rapport sur les dépenses les services de la société de stratégie de campagne américaine Goddard Gunster[4] ;
2. violations de la loi sur les données ; en février 2019, Leave.EU et Eldon Insurance (société appartenant à son fondateur Arron Banks) ont été condamnés à une amende de 120 000 £ pour ce fait[5].

En avril 2019, Channel 4 News puis des témoignages internes ont montré que Banks a illégalement mis des moyens humains et techniques de ses entreprises au service de la campagne, et qu'une vidéo anti-immigration produite par Leave.EU (qui a été virale lors de la campagne référendaire) était une vidéo truquée par Leave.EU (mise en scène photographiée d'immigrants faisant semblant d'attaquant des femmes au Royaume-Uni).

## Histoire

### Création en deux actes
Ce parti de campagne pro-Brexit a été cofondé par deux personnes : 
1. Arron Banks, qui après avoir fait fortune dans les assurances et mines de diamant, basé à Bristol, est devenu un gros donateur du parti conservateur puis surtout pour de l'UKIP ;
2. Richard Tice, magnat de l'immobilier, proche des courants libertariens de droite.

Dans un premier temps, une société de lobbying anti-Union Européenne a été créée pour préparer la campagne : « Better for the Country Limited ») ; elle avait déjà en décembre 2015 dépensé 1,5 million de £ (deux mois avant la date du référendum soit connue). Aaron Banks soutenait déjà depuis quelques années des organisations eurosceptiques, avec par exemple 1 million de livres donnés à l'UKIP octobre 2014,. Et il a ensuite levé l'équivalent de 11 millions de dollars pour ce parti.  L'équipe de Leave.EU a ainsi pu précocement rassembler un éventail de groupes eurosceptiques sous l'égide de The Know.

### Position et rôleapparemmentsecondaires de Leave.EU
Après que la campagne soit renommée Leave.EU, le chef de l'UKIP, Nigel Farage a dit lors de la conférence annuelle de son parti à Doncaster qu'il soutenait Leave.EU, précisant ensuite qu'il soutenait les deux campagnes du Leave car elles ciblaient des «publics différents».
Quand le 13 avril 2016 Vote Leave a été désignée par la Commission électorale comme campagne référendaire officielle en faveur de la sortie de l'UE, Andy Wigmore (directeur de communication de Leave.EU et ami de Banks) déclare que Leave.UE demanderait un contrôle juridictionnel de la décision. Il a suggéré que le référendum pourrait être reporté au 23 octobre 2016 pendant que l'examen aurait lieu.
Mais le lendemain (14 avril 2016), le président Arron Banks annonce qu'il ne demandera pas ce contrôle juridictionnel, même si "selon les juristes" il gagnerait ajoute-t-il. Il est temps dit-il de se concentrer pleinement sur "les vrais opposants de cette campagne : ceux qui tentent de manière renouvelée d'effrayer le public britannique" .
Des tensions apparaissent dans les deux camps. Du côté des « brexiteurs », Leave.EU se voir refuser l'accès à la conférence annuelle des conservateurs et au congrès annuel du TUC, tout en étant autorisée à assister aux conférences travaillistes et libérales démocrates. 

En novembre 2015, Banks propose, par écrit, une fusion de Leave.EU et de Vote Leave pour éviter des rivalités pouvant compromettre les chances de victoire électorale.
Le 17 novembre 2015, Leave.UE a organisé son événement de lancement, selon The Guardian, mais expliquera plus tard que conserver les deux groupes étaient un bon calcul pour cibler plus d'électeurs. 
Selon le livre du « mauvais-garçon » Arron Banks ("The Bad Boys of Brexit : Tales of Mischief, Mayhem & Guerrilla Warfare in the EU Referendum Campaign" (Les mauvais garçons du Brexit : récits de méfaits, de chaos et de guérilla dans la campagne référendaire de l'UE), rédigé dans le style d'un journal du quotidien par une journaliste politique : Isabel Oakeshott, connue pour être pro-Brexit),), sans Leave.EU et sans ses campagnes dans les médias sociaux (qui touchaient, dit-il, près de 20 millions de personnes une semaine avant le référendum de 2016), il n'y aurait pas eu de Brexit. 

## Stratégies de campagne

### Occupation, souvent provocatrice, de l'espace médiatique
C'est une stratégie largement partagée avec Vote Leave, mais Leave.EU a plus encore envahi les réseaux sociaux que les médias classiques (télévision, radio, presse). Aaron Banks expliquera a posteriori le succès de cette campagne par l'adoption d'une nouvelle « approche médiatique, à l'américaine ».
Une fois la campagne lancée, Leave.EU (tout comme Vote Leave) cherche à constamment occuper le devant de la scène publique et médiatique. Leave.EU infiltre les médias sociaux, à la manière de l'équipe de Campagne de Trump aux États-Unis et avec les méthode du Groupe SCL et de sa filiale Cambridge Analytica. Pour rappel : les trois hauts responsables de Leave.EU (Aaron Banks, Andy wigmore, et Nigel Farage) ont personnellement rencontré Donald Trump durant « une belle heure et demie » après avoir aussi rencontré sa responsable de communication Kellyanne Conway, dans la Trump Tower, 2 jours après l'élection de Trump, et ils connaissaient les méthodes promues par Cambridge Analytica, de même que l'UKIP qui a commandé une sorte d'essai, qu'il n'a finalement jamais payé. 
Leave.EU entretient une constante agitation ou provocation médiatique ; à  titre d'exemples :
- en octobre 2015, Leave.EU adresse une pétition à la BBC, à ITV et à Sky au contre ce qu'elle prétend être un exemple de partialité et de biais médiatique[23].
- En mars 2016, le donateur, Peter Hargreaves[24] a écrit et financé une lettre à 15 millions de ménages au Royaume-Uni pour leur demander de soutenir la campagne de Leave.EU[25].
- En mai 2016, Aaron Banks explique que sa stratégie de campagne consistait maintenant à « lasser l'électorat », dans l'espoir qu'un faible taux de participation favoriserait le Brexit[26],[27].
- le 8 mai 2016, au lendemain des élections locales et régionales anglaises, Leave.EU et Grassroots Out organisent « Bpoplive »  en visant spécifiquement le groupe démographique-clé des jeunes électeurs. L'événement sera finalement annulé[28],[29], mais Vote Leave atteindra ce segment de la population (les étudiants au moins) via la campagne BeLeave lancée par le jeune Darren Grimes mais d'abord hébergée dans les locaux de Vote Leave, et juridiquement assistée par lui
- Nigel Farage n'est pas invité dans un débat référendaire ; Leave.UE riposte en publiant les coordonnées privées de responsables de la BBC et de membres de Vote Leave (dont le député de l'UKIP, Douglas Carswell et l'ancienne députée de l'UKIP, Suzanne Evans)[30].
- Le 16 juin 2016 à Birstall, Jo Cox (députée travailliste et compagne du Premier ministre Gordon Brown) est assassinée par un militant d'extrême droite anglais après que J Cox ait pris position sur la guerre civile syrienne et alors qu'elle faisait campagne contre le Brexit. L'assassin (connu pour être aussi connecté à la mouvance néonazie américaine) a crié « Britain First ! » en la tuant (par balle et arme blanche). 
Arron Banks a alors commandé un sondage pour savoir si ce meurtre avait modifié les intentions de vote du public. Lorsqu'on lui a demandé s'il ne trouvait pas le libellé du sondage «insipide», Banks a répondu « Je ne pense pas (...) nous espérions voir quel était l'effet de l'événement. C'est un point de vue intéressant, à savoir si cela changerait l'opinion publique »[31]. Plusieurs études d'opinion faites après ce meurtre ont montré une remontée des intentions de vote en faveur du maintien du pays dans l'Union européenne[32],[33],[34]. Nigel Farage, s'est fait accuser (comme Trump) de susciter des comportements extrémistes, voire meurtrier. Les deux parties officielles du référendum avaient alors convenu d'une interruption de deux jours dans la campagne, mais plus tard Channel 4 News trouvera des e-mails émis le lendemain du meurtr, par lesquels Banks ordonne à l'équipe de Leave.EU : « continuez à pomper » et à « augmenter les dépenses » sur une vidéo Facebook pro-Brexit.
- Arron Banks reconnait s'inscrire dans le monde de la post-vérité ou des vérités alternatives, à la manière de Trump. Il affirme que «les faits ne fonctionnent pas... Vous devez vous connecter avec les gens émotionnellement", ajoutant que "c'est ce qui a fait le succès de Trump"[35].

### Utilisation détournée d'une intelligence artificielle
Avant même que la campagne ne commence, Aaron Banks disposait déjà dans son Agence de Bristol, pour ses sociétés d'assurance, d'une équipe d'intelligence artificielle et d'une équipe de publicité créative. Ces équipes faisaient déjà, selon lui, du mico-ciblage pour la vente de polices d'assurance. Selon lui, « l'intelligence artificielle peut être utilisée de telle manière que vous puissiez savoir si quelqu'un est susceptible de renouveler une police en fonction de son profil psychologique. Il y a toutes sortes de choses que vous pouvez apprendre des données en utilisant l'intelligence artificielle qui sont utiles pour le secteur de l'assurance ».
En outre Wigmore, interviewé par la Dr Emma Briant en octobre 2017, évoque une nouvelle société baptisée Big Data Dolphins, que Banks présentera comme « l'université de l'Assurance » et qui doit encore améliorer l'intelligence artificielle mise au service du Big data du secteur de l'assurance, en lien avec les FinTech : « Nous avons lancé une opération à l'Université Ole Miss dans le Mississippi, qui est un centre d'intelligence artificielle dans le monde ». « Cela dure depuis neuf mois. Nous testons depuis 12 mois maintenant, nous testons toutes les assurances (...) et c'est extraordinaire ». Banks et Wigmore se sont fait photographier (habillés aux couleurs de l'université Ole Miss, sur son campus même) avec Lord Michael Ashcroft, mais Wigmore se reniera lui-même devant une commission parlementaire d'enquête Mi-2018 et Banks dira que Wigmore a confondu ce projet Big Data Dolphins avec le travail fait par le groupe de data scientists de Bristol. Banks affirme que ce projet n'a de toute façon pas même démarré,. 
La société « Big Data Dolphins » a été créée fin 2016,, elle est (selon Banks, mi-2018) sa propriété à 100%, mais selon le registre anglais du commerce, si Banks la dirige bien avec Alison Marshall (née Roper) et Elizabeth Bilney (née Murphy). Les parts de cette entreprise sont essentiellement détenues par une société inconnue « Deep DD limited » (qui pourrait signifier Deep Data Dolphins Ltd), dont l'adresse et la même que celle des bureaux de la société d'assurance de Banks à Bristol (Lysander House)) qui en possède 91%). « Deep DD limited » est dirigée par Gold Directors Limited, un organisme basé à Gibraltar qui dirige aussi « Somerset Bridge (Bermuda) Ltd » ...dont Aaron Banks est l'un des 3 directeurs ; le reste des parts est détenu par Steven Perkins (3%), David Taylor (3%) et Ayshea Khadim (mathématicien, actuariel puis Directeur actuariel de Rock Services Ltd), qui possède les 3% restant), tous sont basés Lysander House à Bristol (bâtiment qui abrite des dizaines de sociétés financières et d'assurance dont Eldon Insurance au dernier étage),. 

Arron Banks reconnait que ce projet, s'il avait persisté, aurait aussi porté sur les données de Facebook, car au Royaume-Uni Facebook a déjà travaillé avec Admiral « pour voir comment récupérer les données Facebook et comment les utiliser dans le secteur de l'assurance ». Et Brendan O'Hara note (mi-2018) que début juin 2018 « Lors de son témoignage devant le tribunal du Mississippi (...) on a demandé à Vanessa Sena dans quelles circonstances Eldon Insurance avait déjà récupéré des données personnelles sur Facebook et ainsi de suite, et elle a dit qu'elle ne l'avait pas fait. «Aucune des deux entreprises ne l'a fait?» et elle a répondu: «Ni l'un ni l'autre. C'est illégal, donc nous ne le ferions pas pour cette raison », mais j'ai pourtant un e-mail du 15 octobre dans lequel, encore une fois, il est tout à fait clair que« nous aimerions acquérir des masses de données et nous prévoyons d'utiliser des logiciels que nous avons achetés pour récupérer les données des médias sociaux, les profils Facebook de nos clients pour commencer et cela cadrerait bien avec ce que l'on attend du Mississippi ».
Toujours selon Banks, le bail du bureau du Mississippi n'a été signé qu'en mai 2018, et ce bureau était encore vide après un an de retard du projet.
Selon le registre anglais du commerce, la société a été un temps « compagnie dormante » puis a été officiellement déclarée auto-dissoute le 29 septembre 2020

## Abus de pouvoir, abus de biens sociaux au sein de la campagne
Leave.EU a ensuite bénéficié de bureaux, a priori gracieusement mis à disposition par Aaron Banks, ainsi que d'un centre d'appel installé pour l'occasion dans ses locaux de Eldon Insurance à Bristol, permettant à un département créatif, voisin, de créer, presque en temps réel, des "tuiles" pour Facebook et Twitter. Selon des témoignages de l'époque, Banks a créé et dirigé sur place une « équipe politique » qui orchestrait la création et diffusion de contenus volontairement choquants ou controversé, pour les médias sociaux, produit par un petit groupe de designers.
Il y a eu une polémique sur ce point. Certains estimaient que des coordonnées du fichier de l'assureur ou des données personnelles ont pu être utilisées pour le ciblage d'adhérents, que du personnel de l'assureur (y compris publicitaires et data scientists) a pu indûment être mis à disposition de la campagne de Leave.EU, sans entrer dans ses comptes de campagne. 
Il est apparu plus tard (via des centaines courriels envoyés par des lanceurs d'alerte ancien employés d'Eldon Insurance et de Rock Services, rassemblés par OpenDemocracy et Bristol Cable) que Aaron Banks a doublement menti devant la commission parlementaire, et qu'une partie de son personnel basé à Bristol, lors de la période de campagne référendaire, a souvent du travailler, non seulement pour Leave.EU, mais aussi et dans le même temps, pour d'autres campagnes de Brexit (ex : Grassroots Out ; mouvement GO), et ceci sans que la valeur de ces prestations aient été déclarée à la Commission électorale. Ces informations relancent les soupçons de viol de la loi électorale (loi qui interdit aux campagnes de se coordonner ou « travailler ensemble » sauf si elles déclarent leurs dépenses en commun, sans dépasser un plafond légal). Le personnel a aussi du, dans le même temps, travailler pour l'UKIP (le magazine de l'UKIP a même présenté un centre d'adhésion de l'UKIP dans un magazine du parti, alors que Aaron Banks a affirmé au Parlement en juin 2018 qu'il « n'a jamais eu de rôle » dans l'UKIP et qu'il a toujours distinctement séparé Leave.EU d'Eldon Insurance ; tous deux étaient des organisations distinctes avec membres du personnel distincts.

## Inquiétudes sur ce qu'est devenu le big-data accumulé par et pour cette la campagne
La campagne pro-Brexit a accumulé des données personnelles relatives à des dizaines de millions d'électeurs et internaute britanniques, via le registre électoral du Royaume-Uni notamment et via le centre d'appel de Bristol.
D'ex-membres de Leave.EU ont émis des doutes sur la destruction de cette base de données après le référendum (destruction imposée par la loi électorale britannique).

## Relations avec Cambridge Analytica?
Andy Wigmore (directeur de campagne de Leave.EU) a dit devant une commission d'enquête sur les fausses nouvelles « Cambridge Analytica n'a formellement pas travaillé pour nous et, s'ils l'avaient fait, cela aurait été bien avant qu'on ait à déclarer les dépenses (de campagne) », et « Nous n'avons jamais employé Cambridge Analytica, et ils ne nous ont jamais rien donné en nature » puis « Cambridge Analytica a fourni une aide et des conseils initiaux à la campagne Leave.EU, qui a ensuite développé sa propre méthodologie d'analyse de l'intelligence artificielle. L'apprentissage automatique de l'IA a été développé à Bristol par 20 mathématiciens et actuaires avec la contribution de Cambridge Analytica au tout début, puis exécuté par Goddard Gunster ». Le parlementaire Christian Matheson a demandé qui étaient ces 20 mathématiciens et actuaires et d'où ils venaient. Banks a reconnu d'abord que son assurance avait déjà une équipe d'intelligence artificielle, et que des analystes du Big-data travaillant pour ses activités d'assurance, mais il affirme qu'« aucune d'elles n'a été déployée dans la campagne référendaire ». Andy Wigmore avait cependant dit (au Dr Emma Bryant, dans une interview enregistrée) que les actuaires des compagnies d'assurances ont utilisé des données pour déterminer les 12 régions que Nigel Farage devait visiter. Wigmore se reniera ensuite. Wigmore a aussi dit que Leave.EU a copié la stratégie que Cambridge Analytica avait préparé pour eux, et Gerry Gunster en octobre 2017 a dit que Leave.EU s'en est fortement inspiré.

## Embauche de Goddard Gunster
Leave.EU embauche le cabinet de stratégie politique américain de Goddard Gunster, pour son expertise en matière de campagnes de référendums.

## Financement de la campagne
Leave.EU a été principalement financé par Aaron Banks son fondateur, qui à cette occasion a largement battu le record du « plus grand donateur financier de l'histoire politique britannique » ; Selon les sources, Aaron Banks a versé plus de 8 millions de livres sterling à la campagne du Leave (un million de plus que le plafond autorisé pour un seul parti de campagne). Il aurait versé au moins 9,6 millions de livres selon une commission parlementaire qui l'a interrogé mi-2018, voire environ 12 millions de livres sterling (en argent et valeur de services). Dans tous les cas, il est le plus grand donateur politique de l'histoire du Royaume-Uni.
Le parti a aussi eu un soutien financier précoce de Jim Mellon.

### Liens avec des paradis fiscaux et soupçons de conflits d'intérêts
Des millions de livres sterling ont été investis par Bank dans cette campagne. Or les Panama Papers avaient en 2016 montré que Aaron Banks et Elizabeth Bilney étaient tous deux actionnaires d'actifs basés dans des paradis fiscaux ("PRI Holdings Limited" aux Îles Vierges britanniques) et Aaron Banks possède des sociétés basées à Gibraltar et dans l'île de Man ainsi qu'un réseau complexe d'entreprises et d'intérêts. Banks possède « Rock Holdings Ltd », basée sur l'île de Man (hors de l'UE). 

Banks est l'un des actionnaires importants de « STM Fidecs » (dont Leave.EU est une filiale). Or, « STM Fidecs » se présente comme spécialisée dans la « protection internationale des richesses » en maximisant les gains d'efficacité fiscale pour les entrepreneurs et les expatriés et en « structurant les groupes internationaux, en particulier en séparant et en délocalisant les fonctions de propriété intellectuelle et de trésorerie vers des juridictions à faible imposition ou sans imposition ».

### Soupçon de financements occultes
La loi électorale anglaise impose à chaque parti, y compris pour un référendum, de déclarer toutes ses dépenses électorales, et elle interdit aux puissances étrangères d'influencer les élections en finançant un parti. Mais il existe un flou juridique concernant la légalité des dons faits par des entreprises non britanniques, mais incorporées dans l'UE et exerçant des activités au Royaume-Uni ; et la commission électorale n'a pas compétence pour enquêter hors du pays. Arron Banks a été le plus gros donateur politique, historiquement connu du pays, et des soupçons (y compris de la part de la Commission électorale britannique et des services de renseignement américains) ont porté sur l'origine de sa fortune et des millions qu'il a donné à l'UKIP et à Leave.EU pour faire gagner le camp du Brexit,. Une partie de sa fortune provient d'entreprises domiciliées dans des paradis fiscaux et l'ONG OpenDemocracy s'étonne de retrouver Liz Bilney (directrice générale de Leave.EU au conseil d’administration de nombreuses entreprises de Banks. De même s'étonne-t-elle de Andy Wigmore, proche de Banks, mais aussi de Lord Ashcroft ait été nommé au conseil d'administration de Southern Rock en 2014 et a rejoint Eldon Insurance en décembre 2015, alors qu'il n'avait aucune expérience dans le secteur. L'ONG ajoute que Banks détient une part significative de Manx Financial (groupe financier basé sur de l’île de Man, contrôlé par Jim Mellon qui est aussi le premier bailleur de fonds et cofondateur de Leave.EU). Officiellement, les bénéfices de Manx Financial sont très bas, n'ayant pas encore pu fournir de dividendes à ses investisseurs, dont Banks.

### Soupçons d'ingérence étrangère hostile
Pluisieurs études open source ont noté une prépondérance des articles pro-Brexit ou anti-UE sur RT et Spoutnik, et une utilisation de «bots» et de «trolls», comme preuve des tentatives russes d'influencer le processus.
Selon les services de renseignements anglais, « le Royaume-Uni est clairement la cible des campagnes de désinformation et des opérations d’influence politique de la Russie », dont via des fermes de Bots et processus d'astroturfing sur les réseaux sociaux. « Dans ce cas, les employés de l'État russe et les robots contrôlés par la Russie peuvent se faire passer pour des citoyens britanniques ordinaires sur les réseaux sociaux et donner aux politiciens, journalistes et autres personnes du Royaume-Uni qui peuvent avoir du pouvoir et influencer l'impression - simplement par la quantité de publications - que les opinions exprimées sont véritablement celles de la majorité du public de leur pays » et ni le DCMS, ni la Commission électorale n'ont les moyens de l'évaluer ou de lutter contre ce type d'attaque. Selon le Rapport Russia de 2020, ce rôle devrait d'abord incomber au MI5, statutairement responsable de «la protection de la sécurité nationale et, en particulier, sa protection contre les menaces d'espionnage, de terrorisme et de sabotage, des activités d'agents de puissances étrangères. et des actions visant à renverser ou à saper la démocratie parlementaire ... »,. Les aspects politiques de ce problème devraient être gérés par le Bureau pour la sécurité et la lutte contre le terrorisme (OSCT) qui a 10 ans d'expérience de gestion de la menace terroriste, en lien étroit avec le MI5 au sein de l'appareil gouvernemental central. Ceci faciliterait la « relation établie avec les entreprises de médias sociaux pour les encourager à coopérer dans la lutte contre l'utilisation terroriste des médias sociaux pourrait être mise à contribution contre la menace d'un État hostile; en fait, nous ne savons pas pourquoi le gouvernement ne le fait pas déjà ».
L'astroturfing a à la fois été utilisé par les partisans de Trump et du pro-Brexit, qui ont profité du laxisme des entreprises de médias sociaux « qui détiennent la clé et pourtant ne jouent pas leur rôle (...) Le gouvernement doit maintenant chercher à établir un protocole avec les entreprises de médias sociaux pour s'assurer qu'elles prennent au sérieux l'utilisation hostile et secrète de leurs plates-formes par des États, et qu'elles aient des délais clairs pour s'engagent à supprimer ce matériel ». Selon le rapport Russia, le gouvernement devrait utiliser le name and shame « nommer et faire honte » pour celles qui n’agissent pas, y compris dans d'autres domaines où l'astroturfing est utilisé. Dans les cas (élection de Trump/référendum Brexit) une influence russe a été suspectées, en particulier au Royaume-Uni après que le 18 novembre 2015, le principal financeur de Leave.EU, Arron Banks et son directeur de campagne (Andy Wigmore (qui est aussi ambassadeur du Belize à Londres) aient plusieurs fois rencontré l'ambassadeur de Russie à Londres, et que Banks se soit vu proposer des opportunités d'investissements dans des mines d'or russes,,. 
Banks et Wigmore ont reconnu ces réunions et des discussions sur les mines d'or, mais affirment qu'elles n'ont pas abouti, et n'ont eu aucun impact sur cette campagne et qu'il n'y a pas eu de financements russes de la Campagne.

### Enquête sur les dépenses référendaires
Le 21 avril 2017, la Commission électorale a annoncé ouvrir une enquête sur les dépenses électorales du groupe, affirmant qu'il y avait des motifs raisonnables de soupçonner que des infractions potentielles aient été commises. L'enquête se concentrera sur la question de savoir si des dons non autorisés ont eu lieu et si les déclarations de dépenses du groupe était complètes. Banks a déclaré que le groupe "... se défendra vigoureusement" contre ces allégations.
En mai 2018, Leave.EU a été condamnée à une amende de 70 000 £ pour avoir enfreint les lois sur les dépenses électorales en omettant de déclarer des dépenses d'au moins 77 380 £ lors du référendum de 2016 sur l'UE.
Le 1er novembre 2018, la Commission électorale a renvoyé Banks et Liz Bilney à la National Crime Agency du Royaume-Uni à propos de l'origine des fonds utilisés pour financer les activités de Vote Leave pendant la campagne référendaire,.
Le 13 septembre 2019, sur avis du ministère public Crown Prosecution Service (CPS)la police métropolitaine a mis fin à son enquête sur les dépenses de campagne de Leavue.EU, pour preuves insuffisantes, tout en déclarant qu'il y a eu des «violations techniques» de la loi électorale par Leave.EU. Peu après dans le mois, l'Agence national de lutte faisait de même, faute de preuve d' infractions pénales au regard de la PPERA ou du droit des sociétés, précisant qu'il n'y aurait pas de poursuites contre Leave.EU.

## Après le Brexit

### Suites politiques
Peu de temps après le référendum, Richard Tice a quitté Leave.UE pour co-fonder un autre groupe de pression : « Leave Means Leave » ; puis il a pris la tête de l'organisation « Leave Means Leave », a été élu député européen en 2019 et nommé la même année président du Parti du Brexit par Nigel Farage.
Aaron Banks a annoncé que Leave.UE continuerait de faire campagne, en tant que « Momentum » de droite, pour veiller à ce que les politiciens ne renient pas leur engagement de quitter l'UE. 
Banks dit avoir envisagé de créer et financer un mouvement qu'il aurait baptisé "Patriotic Alliance", inspiré du Mouvement cinq étoiles italien ; Banks présentait ce mouvement comme « citoyen, non partisan et pro-Brexit », annonçant qu'il ciblerait "les 200 députés les pires et les plus corrompus " pour une dés-élection, en utilisant la base de soutien de Leave.EU pour renverser les députés conservateurs qui, selon lui, ne sont pas engagés dans un Brexit dur.

### Suites juridiques
Leave.EU a fait l'objet de plusieurs enquêtes et a été condamnée à plusieurs reprises à des amendes pour ses actions, notamment des problèmes liés aux dépenses électorales, à la protection des données et à la diffamation.
Le 1er octobre 2020, Leave.EU a été forcée de présenter des excuses et de payer des dommages et intérêts pour diffamation au député travailliste Naz Shah après avoir publié un message sur les réseaux sociaux qui l'accusait d'être une "apologiste des grooming gangs ". Dans une déclaration, Leave.EU a dit que son message a été  "mal jugé et faux" et a décrit Shah comme un "militant bruyant pour les victimes des grooming gangs".

### Enquête sur la protection des données
Un problème est que les assureurs disposent d'une quantité d'informations personnelles sensibles, et que le siège social d'Eldon Insurance à Bristol, a aussi été le siège social de Leave.UE. Brittany Kaiser (ancienne directrice de Cambridge Analytica) a déclaré que quand elle a visité ce siège, fin 2015, elle avait vu des employés d'Eldon contribuer à un centre d'appels pour la campagne ; ajoutant qu'elle pensait que le personnel, la plupart qui n'avaient jamais participé à la politique auparavant, appelait des prospects ou des clients actuels d'Eldon.
En avril 2018 le bureau du commissaire à l'information du Royaume-Uni enquêtait pour savoir si Eldon Insurance partageait des données avec Leave.EU. 
Bien que Aaron Banks ait précédemment admis faire de la publicité pour des produits d'assurance auprès des partisans de la campagne, il a déclaré : « Eldon n'a jamais donné ni utilisé aucune donnée pour Leave.UE. Ce sont des entités distinctes dotées de règles strictes de contrôle des données. Et vice versa ».
Un an plus tard (en février 2019), Leave.EU et Eldon Insurance (entreprise appartenant à 
Arron Banks, fondateur de Leave.EU) sont condamnés à une amende de 120 000 £ pour violations de la loi britannique sur les protections des données.

### Maintien deLeave.EU... avec un nom de domaine en «.eu»
Fin 2020, après des années de lutte contre l'Union européenne, paradoxalement, pour continuer à utiliser son nom de domaine avec le suffixe ".ue" après le Brexit, la société Leave.EU a transféré son siège en république d'Irlande. 
L'accès à ce site Web a été temporairement suspendu en janvier 2021 à la suite de différends sur la validité de ce déménagement.

## Culture populaire
- Un film intitulé  Brexit: The Uncivil War a été co-produit par HBO et Channel 4 en 2019, diffusé sur Netflix. Quelques-uns des véritables acteurs de la campagne sont présents dans le film, et d'autres sont représentés par des acteurs. Le film décrit notamment le rôle de Leave.EU, d'après ce qu'en savaient les scénaristes[84],[85].